# Buck Angel
Jake Miller (født 5. juni 1962), bedre kendt som Buck Angel, er en amerikansk transkønnet pornoskuespiller, pornoproducer og aktivist.

## Priser og nomineringer
| År   | Pris                       | Resultat  | Kategori                          | Værk                           |
| ---- | -------------------------- | --------- | --------------------------------- | ------------------------------ |
| 2007 | AVN Awards                 | Vundet    | Transsexual Performer of the Year | N/A                            |
| 2008 | AVN Awards                 | Nomineret | Transsexual Performer of the Year | N/A                            |
| 2008 | Feminist Porn Award        | Vundet    | Boundary Breaker of the Year      | N/A                            |
| 2009 | AVN Awards                 | Nomineret | Transsexual Performer of the Year | N/A                            |
| 2012 | Feminist Porn Award        | Vundet    | N/A                               | Sexing The Transman XXX (2011) |
| 2012 | Transgender Erotica Awards | Vundet    | Best FTM Performer of the Year    | N/A                            |
| 2009 | AVN Awards                 | Nomineret | Transsexual Performer of the Year | N/A                            |
| 2017 | AVN Awards                 | Vundet    | Best Transsexual Sex Scene        | Girl/Boy 2 (2016)              |

### Dokumentarfilm
- "Sexing the Transman Arkiveret 30. december 2015 hos  Wayback Machine"
- "Mr. Angel Arkiveret 30. april 2013 hos  Wayback Machine"

| LGBT | Spire Denne artikel om LGBT er en spire som bør udbygges. Du er velkommen til at hjælpe Wikipedia ved at udvide den. |